# Caught
Caught is een Amerikaanse film noir uit 1949 onder regie van Max Ophüls. De film is gebaseerd op de roman Wild Calendar van de Amerikaanse auteur Libbie Block.

## Verhaal
Leonora is gehuwd met de rijke Smith Ohlrig. Wanneer ze erachter komt dat haar echtgenoot gestoord is, wil Leonora scheiden. Hij wil haar niet zomaar laten gaan. Ze moet dus een list verzinnen om aan hem te ontsnappen.

## Rolverdeling
| Acteur        | Personage          |
| ------------- | ------------------ |
| Larry Quinada | James Mason        |
| Leonora Eames | Barbara Bel Geddes |
| Smith Olhrig  | Robert Ryan        |
| Dr. Hoffman   | Frank Ferguson     |
| Franzy Kartos | Curt Bois          |
| Maxine        | Ruth Brady         |
| Dorothy Dale  | Natalie Schafer    |
| Psychiater    | Art Smith          |